# Ruth Bondy
Rut/Ruth Bondy nacida Bondyová (en hebreo: רות בונדי, Praga, 19 de junio de 1923 – Ramat Gan, 14 de noviembre de 2017) fue una escritora, traductora y periodista checa, luego israelí, superviviente de la Shoá y articulista/reportera en el desaparecido diario Davar.

## Biografía

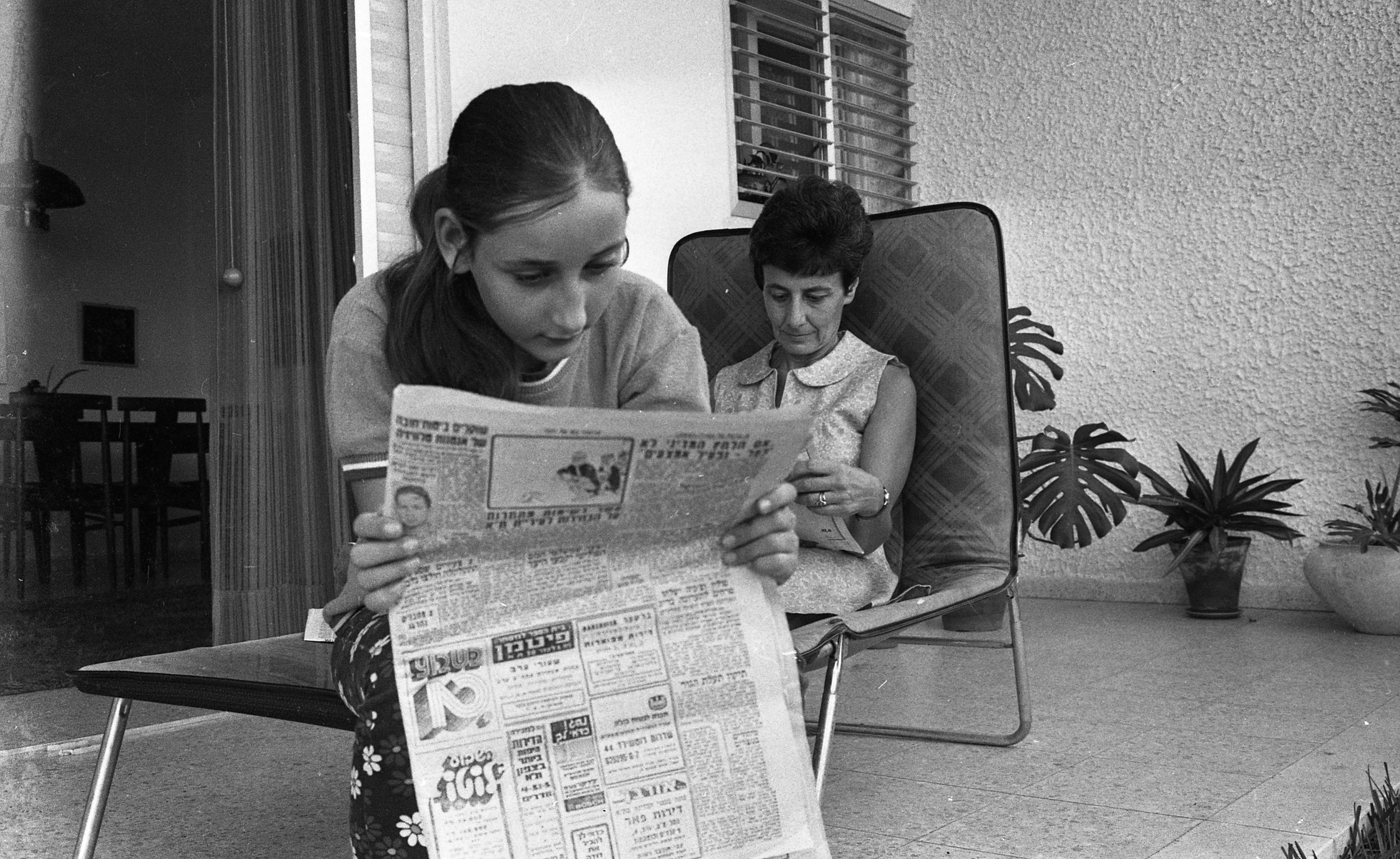
Bondy y su hija leyendo el periódico, 1969

Estudió literatura y periodismo en Checoslovaquia y de adolescente formó parte de un grupo sionista clandestino.
Durante el holocausto, la deportaron a varios campos de concentración: Theresienstadt, Auschwitz y Bergen-Belsen. Su madre Frantzi murió envenenada en Theresienstadt en 1942, su padre Yoseph en Dachau en 1945 y solo cuatro miembros de su familia sobrevivieron: su abuela, su hermana, un primo y ella misma. Al terminar la Segunda Guerra Mundial, se instaló en Haifa. 
Fue profesora de la Universidad de Tel Aviv y se casó con Raphael Bashan con quien tuvo una hija, se divorciaron en 1981.
En 1966 la galardonaron con el Premio Sokolov.